# Afrikas blå lilja

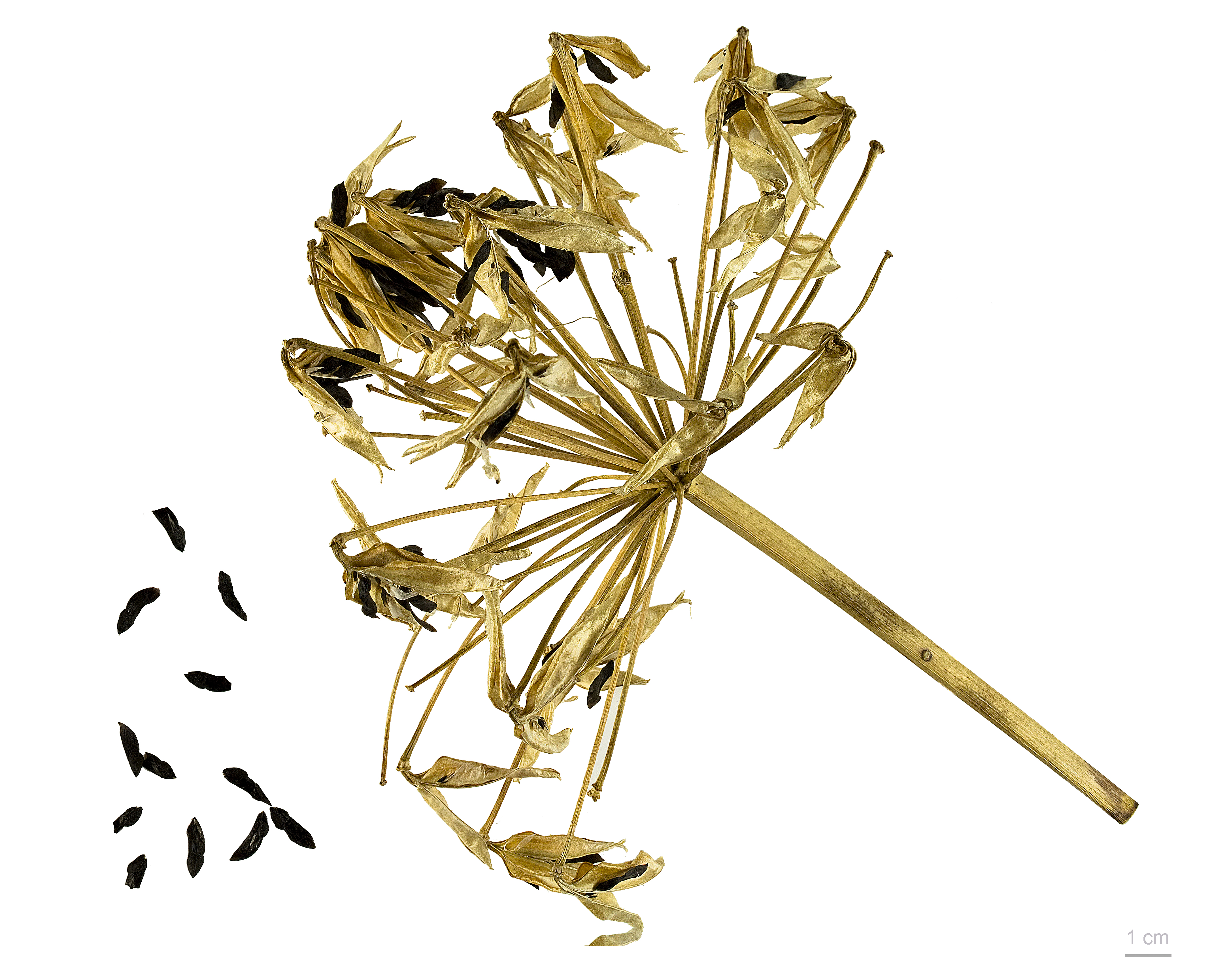
Agapanthus praecox

Afrikas blå lilja (Agapanthus praecox) är en växt inom familjen amaryllisväxter (Amaryllidaceae). Afrikas blå lilja kommer ursprungligen från bergssluttningar i Sydafrika. I Sverige odlas arten som krukväxt och den är inte härdig på friland hos oss.

## Beskrivning
Afrikas blå lilja är flerårig ört med kraftig, grenad jordstam. Bladen är städsegröna, läderartade, djupt gröna, 20–70 centimeter långa och 1,5–5,5 cm breda. Blomstjälken blir 40–100 cm med få till många blommor i varje rund flock. Blomkronan blir 3–5 cm långa, klarblå till blekblå, ibland vita. Blompipen blir 7–26 mm, flikarna (kronbladen) är utbredda. Ståndare och pistill är vanligen lika långa som kronan, ibland kortare.
Arten kan delas in i tre underarter:
- subsp. praecox - en storvuxen planta med blommor som bli minst 5 cm långa.
- subsp. minimus - en liten planta med blad som inte blir bredare än 2,5 cm. Blomstängeln är smal, blommorna sitter glest och är kortare än 5 cm.
- subsp. orientalis - något mindre än subsp. praecox. Den bildar en tätt tuvad planta med kraftiga blomstänglar och täta blomflockar, men blommor kortare än 5 cm.

## Etymologi
Agapanthus kommer från två grekiska ord: agape ("kärlek") och anthos ("blomma"). Praecox betyder "tidig". Ett synonymt svenskt namn är afrikansk kärlekslilja. 

## Odling
Afrikas blå lilja behöver en ljus och solig växtplats. Detta gör också att blomstjälken tenderar att luta sig mot söder. Den tål inte mycket frost, vilket gör att den i Sverige mestadels odlas i kruka. Den kan dock gärna stå utomhus på sommaren. På vintern behöver växten vila och ska då stå i en temperatur på 5-10 °C. Den vill ändå ha en ljus vinterplats. Från vår till höst behöver den mycket vatten, men ska torka upp mellan vattningarna. En gång i veckan ska den vattnas med näringslösning. Under viloperioden vattnas växten sparsamt och utan näring. Afrikas blå lilja förökas genom delning av äldre exemplar och delning och omplantering görs helst på våren.

## Synonymer
subsp. praecox
Agapanthus africanus Dur. & Schinz
Agapanthus medius Lodd. ex Steudel
Agapanthus minor Lodd.
Agapanthus multiflorus Willdenow
Agapanthus tuberosus L. ex de Candolle
Agapanthus umbellatus L'Hér.
Agapanthus umbelliferus Poiret
Agapanthus variegatus Steudel
subsp. minimus (Lindley) F.M.Leighton
Agapanthus comptonii F.M.Leighton
Agapanthus comptonii subsp. longitubus F.M.Leighton
Agapanthus longispathus F.M.Leighton
Agapanthus umbellatus var. minimus Lindley
subsp. orientalis (F.M.Leighton) F.M.Leighton
Agapanthus orientalis F.M.Leighton
Agapanthus umbellatus var. maximus Edwards